# Verre buitenland
Het verre buitenland (Russisch: Дальнее зарубежье; Dalnjeje zaroebezje) is een begrip dat in Rusland zijn intrede deed na de val van de Sovjet-Unie. Het wordt gebruikt om landen aan te duiden die niet tot de Sovjet-Unie behoorden (het 'nabije buitenland'). De toevoeging 'verre' slaat daarmee niet op landen die ver weg liggen (de buurlanden Finland, Mongolië en de Volksrepubliek China worden er ook onder gerekend), maar op landen die geen onderdeel vormden van het gebied dat tot 1991 vanuit de Sovjethoofdstad Moskou werd geregeerd.